# Herb Izbicy Kujawskiej
Herb Izbicy Kujawskiej – jeden z symboli miasta Izbica Kujawska i gminy Izbica Kujawska w postaci herbu, ustanowiony w 1994 z okazji 600-lecia praw miejskich.

## Wygląd i symbolika
Herb przedstawia w czerwonej tarczy herbowej czarny krzyż łaciński na zielonym wzgórzu i nawiązuje do najstarszego godła znanego z pieczęci miejskiej z 1534.